# Anne Berest
Anne Berest (Parijs, 15 september 1979) is een Franse roman- en scenarioschrijver en acteur.

## Biografie
Anne Berest is de dochter van de taalkundige Lélia Picabia en van Pierre Berest, mijnbouwkundig ingenieur. Berest heeft twee zussen, waaronder de schrijfster Claire Berest. Zij is de achterkleindochter van de Franse kunstschilder Francis Picabia en de componist Gabrièle (Gabriële) Buffet.
Berest volgde middelbaar onderwijs aan het Lycée Fénelon in Parijs. Ze studeerde literatuurwetenschappen en schreef een scriptie over barokke dramaturgie bij Georges Forestier.
Na het afronden van haar studie in 2001 zette ze voor het Théâtre du Rond-Point het kwartaaltijdschrift Les Carnets du Rond-Point op. Ze was vijf jaar lang hoofdredacteur van dit tijdschrift met interviews en informatie over theatervoorstellingen.
Berest is medeoprichter en creatief directeur van Porte-plume. De uitgeverij is in 2006 opgericht en vervaardigt boeken in opdracht. Ondernemingen en particulieren kunnen hier terecht voor het laten maken van boeken over hun bedrijf of voor het laten schrijven van een biografie.
Berest is lid van het Collectif 50/50, dat tot doel heeft gelijkheid tussen vrouwen en mannen en diversiteit in film en audiovisuele media te bevorderen.
In 2022 is Berest benoemd tot Ridder in de Orde van Kunsten en Letteren. Anne Berest woont en werkt in Parijs.

## Werk

### Lliteratuur
In 2014 schreef Berest de roman Sagan 1954 over de totstandkoming van Bonjour tristesse, de debuutroman van Françoise Sagan. Ze schreef het boek zestig jaar na de publicatie van Bonjour tristesse op verzoek van Denis Westhoff, de zoon van Sagan.
Anne en Claire Berest schreven samen de biografie Gabriële. Het boek werd gepubliceerd in 2017 en gaat over hun overgrootmoeder Gabrièle Buffet, vrouw van de schilder Francis Picabia en vriendin van de kunstenaar Marcel Duchamp. In het boek beschrijven zij het leven en de invloed van hun overgrootmoeder op de kunstwereld, met name binnen de culturele beweging dada.
In augustus 2021 verscheen de roman La Carte postale (De ansichtkaart). In dit boek beschrijft Berest de zoektocht naar de geschiedenis van haar joodse familie tijdens de Tweede Wereldoorlog. Voor het boek ontving zij enkele literaire prijzen, waaronder de Prix Renaudot des lycéens 2021.

### Scenario’s en toneelbewerkingen
In juni 2008 maakte Berest een bewerking voor toneel van de roman Un pedigree (Een stamboek) van Patrick Modiano. Ook verzorgde zij de enscenering en de regie van de voorstelling die in 2008 door de acteur Édouard Baer wordt opgevoerd in het Théâtre de l’Atelier in Parijs.
Ze was co-scenarist van de televisiefilm Que d’Amour (2014) van Valérie Donzelli. De film is gebaseerd op het toneelstuk Le Jeu de l'amour et du hasard, van Pierre Carlet de Marivaux en werd uitgezonden op 19 juni 2014 door de Frans-Duitse tv-zender ARTE.
Berest schreef mee aan de scenario’s voor Paris etc., een Franse televisieserie in twaalf afleveringen van 30 minuten die vanaf 27 november 2017 werd uitgezonden op Canal+.
Samen met Fabrice Gobert verzorgde zij de scenario’s van Mytho, een Franse televisieserie in twaalf afleveringen van ongeveer 45 minuten, uitgezonden tussen 10 oktober 2019 en 14 oktober 2021 op Arte, en daarna te zien op Netflix.
In februari 2020 schreef en regisseerde ze het toneelstuk La visite voor de actrice Lolita Chammah. De voorstelling werd opgevoerd in het theater Châteauvallon in Ollioules en in de Roland Toporzaal van het Théâtre du Rond-Point.

### Acteur
In 2011 speelde Berest de rol van arts in de film La guerre est déclarée, geregisseerd door Valérie Donzelli. Ze speelde de rol van tv-nieuwspresentator in de televisieserie Les Sauvages (2019) van Sabri Louatah en Rebecca Zlotowski. Ze speelde zichzelf in ADN (2020) van de Franse regisseur Maïwenn Le Besco en de rol van Jeanne in Rebecca Zlotowski’s tragische komedie Les Enfants des autres (2022).

## Werken

#### Scenario’s en toneelbewerkingen
- 2010 Un Pedigree, naar Patrick Modiano, toneel
- 2014 Que d'Amour !, naar Pierre Carlet de Marivaux, tv-film
- 2017 Paris etc., tv-serie
- 2019 Mytho, tv-serie
- 2020 La Visite, gevolgd door Les Filles de nos filles, toneel
- 2025 Vie privée (speelfilm)

- Bibsys: 1533887353950
- Biblioteca Nacional de España: XX5086129
- Bibliothèque nationale de France: cb16230826v (data)
- CiNii: DA19836247
- Gemeinsame Normdatei: 1015166377
- International Standard Name Identifier: 0000 0000 9782 8250
- Library of Congress Control Number: nb2012009836
- Nationale Bibliotheek van Letland: 000224208
- Bibliotheek van het Japanse parlement: 001189359
- Nationale Bibliotheek van Tsjechië: xx0189041
- Nationale Bibliotheek van Israël: 987012494390405171
- Nationale Bibliotheek van Polen: a0000002908041
- Nationale en Universitaire bibliotheek Zagreb: 000668218
- Nederlandse Thesaurus van Auteursnamen: 403970490
- Istituto Centrale per il Catalogo Unico: LO1V405235
- Système universitaire de documentation: 146718747
- Virtual International Authority File: 144796347
- WorldCat: E39PBJjXh8JhWQWhqkxbH8qRKd